# 古屋氏
古屋氏（ふるやし）は日本人の姓。特に山梨県などで多く見られる。古屋で始まる記事の一覧も参照。

## 由来編集
山梨の古代の豪族であり山梨県では7番目に多い姓で、山梨県から神奈川県西部に集中している。甲斐国山梨郡後屋敷村の古屋氏は桓武平氏鎌倉氏の子孫で、甲斐各地に古屋氏がいた。
ここへ古屋敷遺跡がいる。

## 人物編集
- 古屋佳奈子
- 古屋英夫
- 古屋和雄
- 古屋圭司
- 古屋正成
- 古屋真一
- 古屋利兵衛
- 古屋徳一

| サブスタブ | この項目は、まだ閲覧者の調べものの参照としては役立たない、書きかけの項目です。この項目を加筆・訂正などしてくださる協力者を求めています。このテンプレートは分野別のサブスタブテンプレートやスタブテンプレート（Wikipedia:分野別のスタブテンプレート参照）に変更することが望まれています。 |